# Seb Morris
Sebastian "Seb" Morris (Marford, 30 november 1995) is een Welsh autocoureur, die in 2013 en 2014 deel uitmaakte van het opleidingsprogramma van het voormalige Formule 1-team Caterham.

## Carrière
Morris begon zijn autosportcarrière in 2007 in het karting. In 2010 stapte hij over naar de Ginetta Juniors, waarbij hij voor Hillspeed op Donington Park de jongste coureur ooit op het podium werd. Vervolgens won hij op veertienjarige leeftijd het winterkampioenschap, In 2011 bleef hij voor Hillspeed rijden en won het Ginetta Junior Championship met elf overwinningen uit twintig races.
In 2012 stapte Morris over naar het formuleracing, waarbij hij voor Fortec Motorsport uitkwam in de Formule Renault BARC. In het hoofdkampioenschap won hij vijf races, waardoor hij achter Scott Malvern en Josh Webster als derde in het kampioenschap eindigde met 274 punten. Vervolgens nam hij deel aan het winterkampioenschap en met twee overwinningen op Brands Hatch en de Rockingham Motor Speedway werd hij kampioen met 113 punten. Tevens reed hij voor Fortec in het laatste raceweekend van de Formule Renault 2.0 NEC op Spa-Francorchamps, waarbij hij de races als 23e en 11e eindigde. Ook werd hij lid van de Motor Sports Association Academy en werd hij benoemd tot British Racing Drivers' Club Rising Star.
In 2013 stapte Morris over naar het BRDC Formule 4-kampioenschap, waarbij hij terugkeerde naar Hillspeed. Hij won één race op het Snetterton Motor Racing Circuit en eindigde met nog negen andere podiumplaatsen achter Jake Hughes als tweede in het kampioenschap met 410 punten. Door zijn prestaties werd hij samen met Hughes, Jack Aitken, Chris Middlehurst, Charlie Robertson en de uiteindelijke winnaar Matt Parry genomineerd voor de McLaren Autosport BRDC Award. Tevens werd hij door het Caterham F1 Team opgenomen in hun opleidingsprogramma.
In 2014 stapte Morris over naar de Formule Renault 2.0 NEC, waar hij uitkwam voor het team Fortec Motorsports. Hij won twee races op Silverstone en het TT Circuit Assen en eindigde met nog drie andere podiumplaatsen achter Ben Barnicoat en Louis Delétraz als derde in het kampioenschap met 224 punten, evenveel als Steijn Schothorst, die één overwinning minder had. Daarnaast nam hij voor Fortec deel aan twee raceweekenden van de Formule Renault 2.0 Alps, waarbij hij vijftiende in het kampioenschap werd. Door zijn prestaties werd hij opnieuw genomineerd voor de McLaren Autosport BRDC Award samen met Barnicoat, Alexander Albon, Sennan Fielding, Harrison Scott en de uiteindelijke winnaar George Russell.
In 2015 stapte Morris over naar de GP3 Series, waar hij uitkwam voor het team Status Grand Prix.